# Castillo de Torredonjimeno
El castillo de Torredonjimeno, de origen almohade (siglos XI-XII), se localiza en la localidad homónima de la provincia de Jaén, Andalucía.

## Historia
El castillo de Torredonjimeno se asienta en el lugar que ocupaba un caserío que, entre los siglos VIII y X, conformaba la alquería árabe que criaba ganadería y cultivaba las ricas tierras regadas por el río Salado.
Entre los siglos XI y las primeras décadas del siglo XIII, los árabes levantaron un castillo con la intención de proteger a los campesinos y ganaderos de ésta y otras alquerías del entorno de los conflictos internos árabes y del avance de las huestes cristianas, así como para controlar la ruta entre Yayyan (Jaén) y Tuss (Martos).
Tras el pacto de Las Navas de Tolosa en que al-Bayyasi, cedió a Fernando III Martos, y a partir de que, en 1228, Martos se convirtió en cabeza del maestrazgo de Calatrava, Torredonjimeno quedó integrado en el territorio de la Orden de Calatrava y el antiguo castillo árabe experimentó una profunda transformación. Así, en el segundo tercio del siglo XIII, la planta de la fortaleza adquirió forma rectangular; en las esquinas se colocaron torreones circulares de mampostería regular; y el acceso se dispuso a través de una barbacana.
Las razzias llevaba a cabo contra Jaén por el rey nazarí Muhammad V, en 1368, hizo que se reforzaran aún más las defensas de Torredonjimeno. Para acometer esta empresa se levantó un recinto murado exterior que protegiera a la población y se mejoró la seguridad del castillo dotándolo de un callejón interior y construyendo, en el lado este, el más débil defensivamente, un foso, que recibía agua del Salado por una mina subterránea así como un muro colocado en forma de talud.
Hacia 1369, en pleno etapa fronteriza de esta zona, Torredonjimeno disponía ya de un recinto amurallado que defendía el conjunto de la ciudad y que hoy se puede reconstruir gracias a la pervivencia o recuperación de los nombres históricos de sus calles y plazas: Puerta de Córdoba, Postiguillo, Adarvejos, la Muralla, Puerta de Martos, la Cerca, Puerta de Jaén, etc.
Con estas defensas, pudo Torredonjimeno resistir otra nueva incursión de los ejércitos musulmanes llevada a cabo en el año 1471. Estos consiguieron en un principio una buena cantidad de bienes y cautivos, entre estos dos hijas del mismo alcaide del Castillo, Diego Fernández de Martos, que fueron llevadas a Granada y que tiempo después serían elevadas a los altares con el nombre de Santas Juana y María.
En 1526, Carlos V autorizó que se demoliesen las murallas de Torredonjimeno y que sus piedras se emplearan en la construcción de la iglesia de la Inmaculada Concepción de Santa María.
Al desaparecer su función militar, la familia Guzmán rehabilitó el castillo como residencia señorial, dotándolo de dos patios y decorándolo con motivos mudéjares vegetales, geométricos y heráldicos. Las torres fueron abandonadas y, empezaron a deteriorarse.
En el siglo XVIII, el duque de Abrantes mandó despiezar piedras de sus torres, almenas y muros para construir dos molinos de aceite y nuevas dependencias para su palacio.
En el último tercio del siglo XX, sus propietarios lo cedieron al municipio y la Escuela Taller asumió su rehabilitación como centro cultural.
El castillo de Torredonjimeno alberga, hoy día, el centro de interpretación del tesoro visigodo que fue hallado en los alrededores del municipio de forma fortuita a principios del siglo XX. Considerado el segundo legado visigodo más importante de la Península después del encontrado en Guarrazar (Toledo), sus piezas originales se encuentran hoy repartidas por varios museos españoles.

## Descripción del Castillo
El castillo de Torredonjimeno tenía originalmente en el siglo XIII planta cuadrangular de 80 metros de largo por 50 de ancho, con ángulos reforzados por torres cuadradas y circulares de más de once metros de altura y cinco de diámetro. Tenía una Torre del Homenaje de la que nada ha quedado al quedar muy dañada por un terremoto, posiblemente el Terremoto de Lisboa. En el interior de esta torre se escribió el primer libro sobre el arte de torear, datado del año 1551, cuyo único ejemplar se encuentra en la Universidad de Salamanca.
Bajo el dominio de la Orden de Calatrava se hacen mejoras en el castillo, consistentes en la construcción de un foso ataluzado y otra muralla exterior, presentando a mediados del siglo XV un doble circuito amurallado.
En el interior se construyó una casa-palacio como zona residencial para el Maestre de la Orden de Calatrava, construida en las primeras 4 décadas del siglo XV, basándonos en los motivos heráldicos de los Guzmán que aparecen en los alfarjes policromados de dos de sus salas.
En el siglo XVIII se lleva a cabo una reforma por el IV duque de Abrantes, consistente en la construcción de dos molinos aceiteros aprovechando los materiales de parte de la zona oriental del Castillo. En esta etapa del Castillo se ampliaron las dependencias de la casa-palacio. Por otra parte, el patio oeste del castillo se utilizó para construir un jardín con una fuente central. Entre las murallas interna y externa de la zona oeste el duque inició el proyecto de construcción de un jardín diseñado sobre terrazas, similar a los antiguos jardines babilonios, aunque el plan no llegó a concluirse del todo debido a la muerte de su promotor, el duque. Estos jardines están siendo restaurados en la actualidad.
En la actualidad los restos más antiguos que se han conservado, como algunas torres o muros, datan del siglo XIII. De las seis torres con las que contaba este castillo sólo se conserva una de ellas por completo y los restos de algunas otras, a la espera de una  restauración. Se conserva parte de las murallas interior y exterior, algunas torres, el foso, la casa-palacio, los jardines y el molino. La parte oeste del conjunto aún se encuentra en proceso de restauración.
El Castillo es usado como centro cultural. En su interior se pueden, además, visitar las exposiciones permanentes del Tesoro Visigodo de Torredonjimeno, un museo de fósiles y una exposición de maquetas de algunos monumentos del municipio.